# 金茨巴赫
金茨巴赫是德国莱茵兰-普法尔茨州的一个市镇。总面积8.80平方公里，总人口2348人，其中男性1117人，女性1231人（2011年12月31日），人口密度267人/平方公里。